# 栗原福也
栗原 福也（くりはら ふくや、1926年2月3日 - 2016年3月20日）は、日本の西洋史学者。

## 人物・来歴
東京都生まれ。東京商科大学本科卒。同特別研究生をへて、1956年東京女子大学短期大学講師、60年助教授、67年東京女子大学教授。94年定年、名誉教授。
2006年11月瑞宝中綬章受章。

## 著書
- 『ホイジンガ その生涯と思想』「潮新書」潮出版社, 1972
- 『ベネルクス現代史　世界現代史21』山川出版社, 1982.11

- 監修『オランダ・ベルギー　読んで旅する世界の歴史と文化』新潮社, 1995.6

### 翻訳
- ヨハン・ホイジンガ『レンブラントの世紀 17世紀ネーデルラント文化の概観』「歴史学叢書」創文社, 1968、新版1986ほか／講談社「創文社オンデマンド叢書」, 2023 - 電子書籍
- 『エラスムス ヨーロッパ人文主義の先駆者』「世界を創った人びと」平凡社, 1979.12 - 編訳
- レオナルド・ブリュッセイ（英語版）『おてんばコルネリアの闘い 17世紀バタヴィアの日蘭混血女性の生涯』平凡社, 1988.8 - コルネリア・ファン・ネイエンローデの伝記
- ヤコプ・ハーフナー『インド東岸の冒険と旅行』「17・18世紀大旅行記叢書」[4]岩波書店, 2002.6
- 『シーボルトの日本報告』平凡社東洋文庫, 2009.3、電子書籍, 2020 - 編訳